# Memoriał Wolnego Słowa

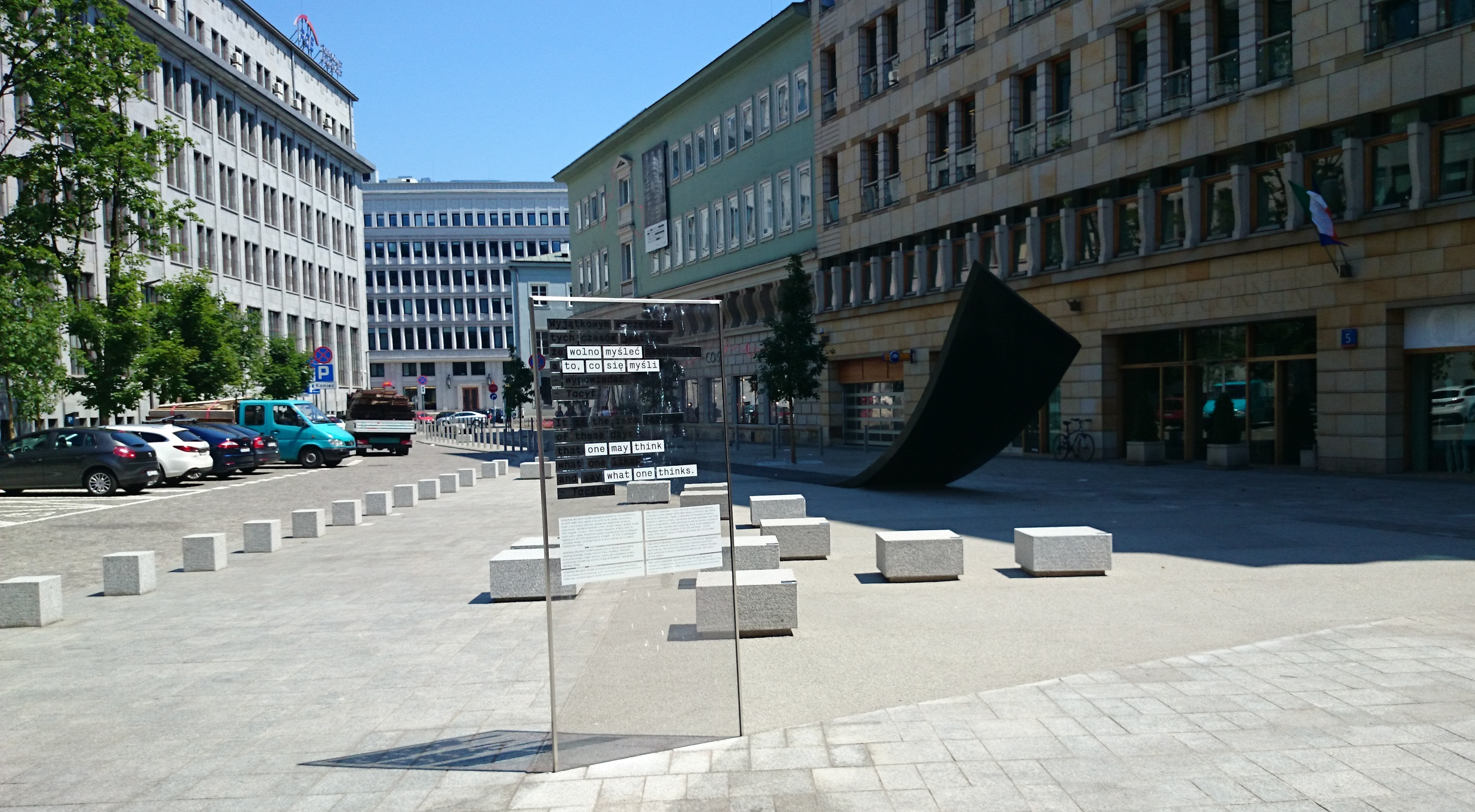
Ogólny widok (w kierunku wschodnim) Skweru Wolnego Słowa ze wszystkimi elementami Memoriału Wolnego Słowa, w głębi widoczny jest budynek byłej siedziby KC PZPR

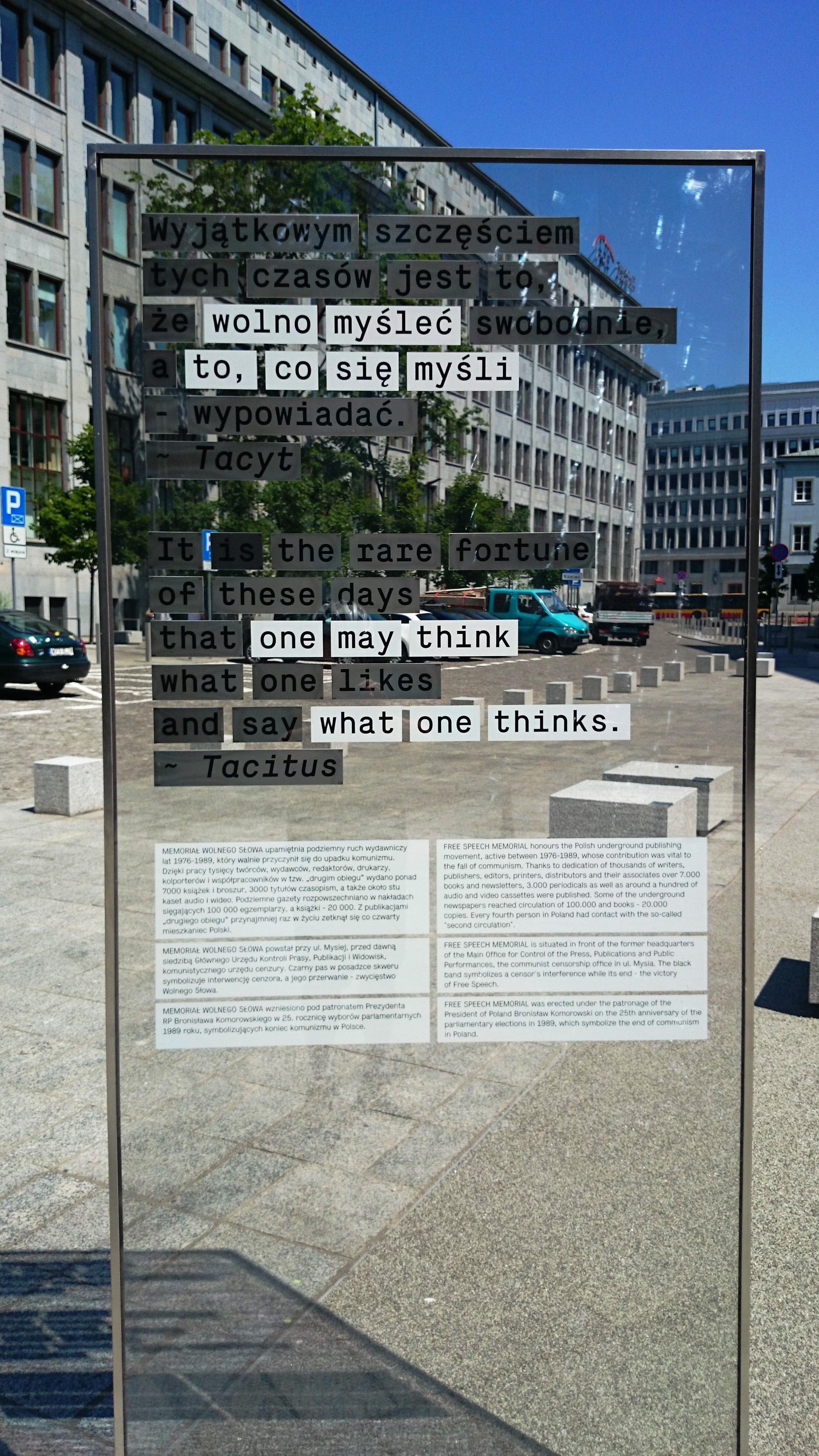
Tablica informacyjna

Memoriał Wolnego Słowa – pomnik upamiętniający podziemny ruch wydawniczy w PRL-u, znajdujący się na skwerze Wolnego Słowa w Warszawie.

## Lokalizacja
Pomnik usytuowany jest na skwerze Wolnego Słowa na ul. Mysiej w Warszawie, między Nowym Światem a ul. Bracką i między gmachem BGK a południową pierzeją ulicy Mysiej, gdzie przy ul. Mysiej 5 znajdowała się w latach 1946–1990 centrala Głównego Urzędu Kontroli Prasy, Publikacji i Widowisk, czyli centrala cenzury (w chwili obecnej budynek usługowo-biurowy Liberty Corner, którego właścicielem jest niemiecki fundusz inwestycyjny zarządzany przez firmę GLL Real Estate Partners). Polityką cenzorów i nadzorem nad ich pracą sterowano z pobliskiego  gmachu Komitetu Centralnego Polskiej Zjednoczonej Partii Robotniczej.

## Idea
Polski podziemny ruch wydawniczy rozwinął się w latach 1977–1989 do rekordowych rozmiarów i miał ogromny zasięg. Ukazywało się ponad 3 000 czasopism (o nakładach do 100 000 egzemplarzy), wydano ponad 7 000 książek (o nakładach do 20 000 egzemplarzy), a także około stu kaset audio i wideo. Niezależna Oficyna Wydawnicza (NOWA), największe podziemne wydawnictwo, wydała blisko 400 tytułów, w nakładach od 500 do 12 000 egzemplarzy. Redaktorzy, drukarze i kolporterzy tych wydawnictw byli represjonowani i szykanowani przez komunistyczne władze, narażeni na rewizje, konfiskaty, pozbawianie zatrudnienia, pobicia, aresztowania i kilkuletnie wyroki więzienia. Z publikacjami „drugiego obiegu” przynajmniej raz w życiu zetknął się co czwarty mieszkaniec Polski. Ze względu na skalę działania podziemny ruch
wydawniczy w Polsce nie miał precedensu w historii świata. Dzięki m.in. podziemnemu ruchowi wydawniczemu udało się obalić komunizm w pokojowy sposób. Pomysł upamiętnienia wolnego słowa wyszedł ze środowisk związanych z tym ruchem. Bezpośrednim inicjatorem budowy pomnika był Bronisław Komorowski.

## Historia budowy
Inicjatorzy wysłali 5 października 2009 roku do Marszałka Sejmu Rzeczypospolitej Polskiej pismo zapraszające go do objęcia patronatem idei budowy pomnika. Pismo podpisali: Grzegorz Boguta, Ryszard Bugajski, Mirosław Chojecki, Jan Dworak, Stefan Kawalec, Waldemar Maj, Piotr Niemczycki, Andrzej Rosner, Jan Strękowski i Tomasz Tywonek. 6 stycznia 2010 roku marszałek Bronisław Komorowski objął honorowym patronatem budowę pomnika, a następnie patronował jego budowie już jako Prezydent Rzeczypospolitej Polskiej.
29 stycznia 2010 roku powołano Komitet Budowy Memoriału Wolnego Słowa, który 16 kwietnia 2012 roku uzyskał zgodę Ministra Spraw Wewnętrznych na przeprowadzenie publicznej zbiórki pieniędzy (wśród blisko 120 fundatorów były zarówno osoby prywatne, jak i instytucje m.in.: Fundacja Polska Miedź, Fundacja PZU, Fundacja PKO Banku Polskiego, TVN, Fundacja Banku Zachodniego WBK, HB Reavis, Fundacja PGE – Energia z serca, Polskie Górnictwo Naftowe i Gazownictwo, Auchan Polska, Pelion, Bank Gospodarki Żywnościowej, Grupa Lotos, Hochland Polska i Orange Polska). Wykonawcę projektu memoriału wyłoniono w drodze konkursu zorganizowanego przez komitet, przy współpracy z Zarządem Terenów Publicznych Miasta Stołecznego Warszawy. Konkurs wygrali: Katarzyna Brońska, Mikołaj Iwańczuk i Michał Kempiński. Podczas ogłoszenia wyników konkursu odbyła się m.in. aukcja dzieł sztuki, których sprzedaż wspomogła powstanie memoriału. Opiekę nad całością prac sprawował Komitet Honorowy Budowy Memoriału Wolnego Słowa, któremu przewodniczył Jan Lityński, doradca prezydenta RP. W skład komitetu wchodzili: prezydent Warszawy Hanna Gronkiewicz-Waltz, Zbigniew Bujak, Witold Łuczywo oraz pomysłodawcy upamiętnienia wolnego słowa.
Odsłonięcia pomnika dokonano 5 czerwca 2014 roku o godz. 12:00. Odsłoniło go wspólnie środowisko wydawnicze, w obecności m.in. prezydenta Rzeczypospolitej Bronisława Komorowskiego, jego małżonki Anny Komorowskiej oraz prezydent Warszawy Hanny Gronkiewicz-Waltz. Odsłonięcie odbyło się w ramach obchodów 25-lecia pierwszych częściowo wolnych wyborów w 1989 roku.
„Wolne słowo to był dynamit, który rozsadził system. Powinniśmy pamiętać i chcemy, aby pamiętali inni, że wolność zaczęła się w Polsce.” – powiedział Bronisław Komorowski w czasie uroczystości odsłonięcia.
Z okazji odsłonięcia pomnika, w budynku przy ul. Mysiej 3 otwarto 4 czerwca 2014 roku wystawę zdjęć PAP dokumentujących działalność cenzury w Polsce. Wystawa jest otwarta do 4 września 2014 roku.
Komitet Budowy Memoriału Wolnego Słowa opublikował 25 lipca 2014 roku rozliczenie zbiórki publicznej. Z zebranych 1 170 155 zł na realizację projektu wydano 1 025 386 zł. Pozostałą kwotę wydano na: koszty przeprowadzenia zbiórki, czyli opłaty administracyjne (325 zł), koszty przeprowadzenia i ogłoszenia wyników konkursu (35 023 zł), nagród pieniężnych dla zwycięzców konkursu (85 tys. zł) oraz przeprowadzenie kampanii medialnej i uroczystego odsłonięcia Memoriału (32 295 zł).

## Forma i interpretacja
Pomnik ma formę długiej (90 m) czarnej cenzorskiej kreski fizycznie przekreślającej skwer, biegnącej od wylotu ul. Mysiej na budynek KC PZPR (co ma oznaczać, że tam sterowano cenzurą) wzdłuż ulicy Mysiej aż w pobliże wejścia do budynku dawnej cenzury. Tu czarny pas (wykonany z czarnego betonu na stalowej konstrukcji) „odkleja” się od posadzki placu, uwalnia słowo, odsłania skrywane, wymazywane treści. W efekcie walki podjętej przez tysiące ludzi kreska cenzorska zostaje przecięta. Opodal na pionowej płycie z przezroczystego materiału umieszczono dwujęzyczny (polski i angielski) opis pomnika i jego kontekstu, wraz z dwujęzycznym cytatem z Tacyta:
Wyjątkowym szczęściem
tych czasów jest to,
że wolno myśleć swobodnie,
a to, co się myśli
– wypowiadać.
Prostopadłościenne kamienne siedziska znajdujące się we wschodniej części pomnika są elementami gry ulicznej „Nie daj się złapać – wydrukuj i zawieź wydrukowane materiały do celu”, o której informują tabliczki z kodami QR. W przyszłości w pobliżu pomnika będzie możliwość załadowania aplikacji na smartfon informującej o Memoriale. Przygotowywane są również inne multimedialne informacje.